# Калкаска (окръг, Мичиган)
Окръг Калкаска (на английски: Kalkaska County) е окръг в щата Мичиган, Съединени американски щати. Площта му е 1479 km², а населението - 16 571 души (2000). Административен център е село Калкаска.